# Clase FREMM
Las fragatas multipropósito FREMM (en francés Frégate multi-mission, o en italiano Fregata Europea Multi-Missione) son unos navíos diseñados por DCNS y Fincantieri para operar en misiones antiaéreas, antisubmarinas y antibuque en distintas versiones; y ser capaces de llevar a cabo ataques en profundidad contra objetivos en tierra.
En Francia, esta clase de fragatas se conoce como la "clase Aquitaine" (17 unidades previstas, de las cuales 9 fueron canceladas posteriormente), mientras que en Italia se conoce como la "clase Bergamini " (10 unidades previstas). La Marina Militare de Italia ha pedido seis variantes de propósito general y cuatro antisubmarinas. La Marina Nacional francesa, por otro lado, ha ordenado seis variantes antisubmarinas y dos de defensa aérea. La clase FREMM también se ha exportado a varios países. En particular, la Marina de los Estados Unidos seleccionó una variante FREMM para su nueva clase Constellation de 20 fragatas, que será construida por Fincantieri, comenzando con un contrato de 795 millones de $ para el buque líder.

## Desarrollo

Dibujo de las fragatas clase FREMM.

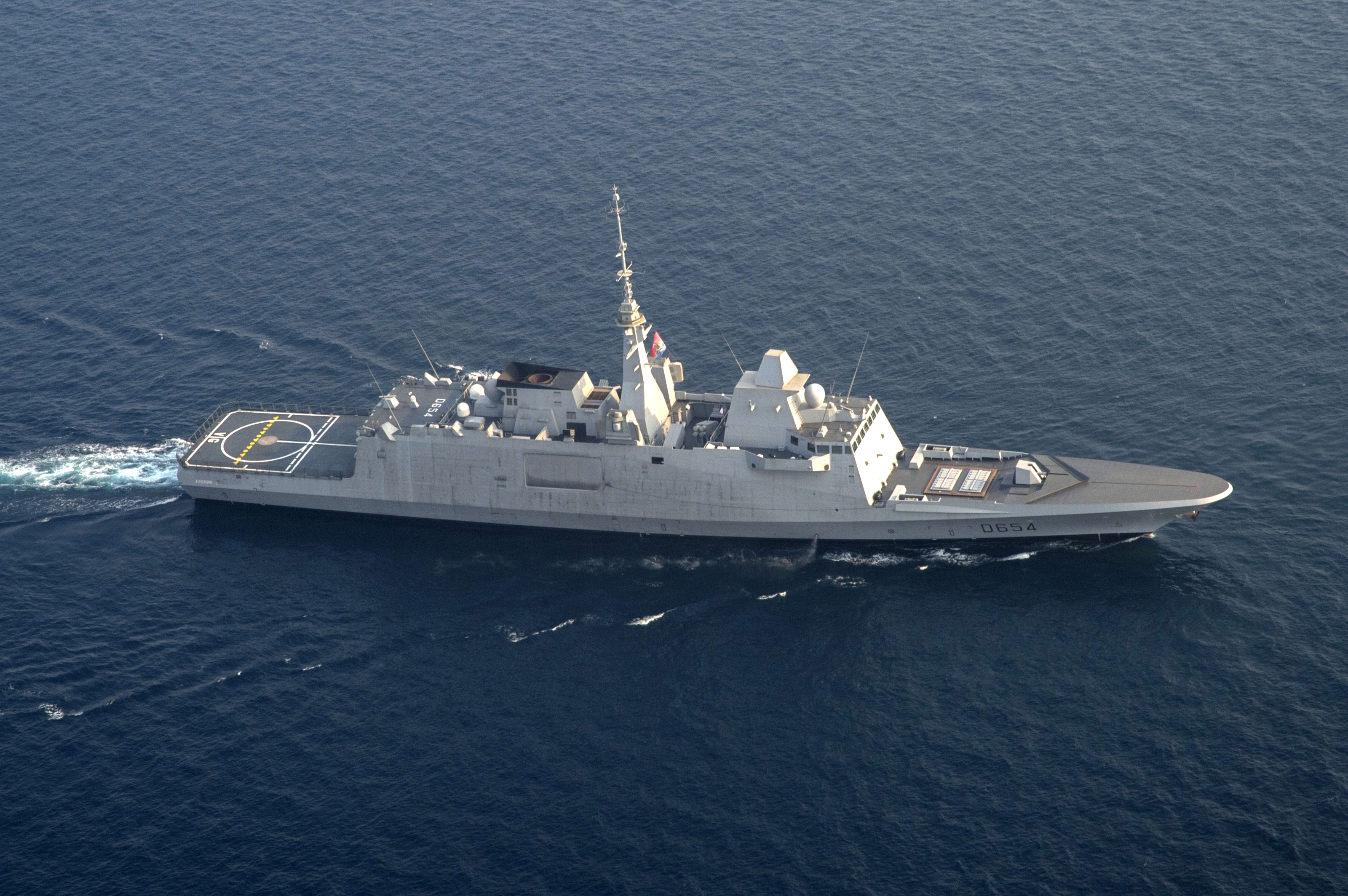
Vista aérea de la fragata francesa Auvergne (D654) en el año 2017.

La Marina francesa planeaba operar once fragatas FREMM, que quedaron reducidas a ocho, y la Armada de Italia diez. Las primeras entregas se esperaban para el 2012, cuando la primera fragatas francesa entró en servicio. Los barcos fueron construidos en Francia por Armaris (propiedad de DCNS) y en Italia por Orizzonte Sistemi Navali (una joint venture entre los astilleros Fincantieri y la empresa aeroespacial Finmeccanica, a partir de 2016 Leonardo-Finmeccanica y luego Leonardo). Este acuerdo de cooperación militar se extiende además a las fragatas Clase Horizon.
La Marina Real Marroquí encargó una fragata, mientras que Grecia había encargado la construcción de seis unidades equipadas con el misil de crucero SCALP, pero en la década de los 2010 debido a la crisis de la deuda soberana en Grecia acabaron siendo cancelados y en su lugar adquirirá varias fragatas FDI. Actualmente las exportaciones son tres unidades a Egipto,  una a Marruecos y para Estados Unidos se está construyendo la clase Constellation, basados en el diseño de las fragatas FREMM.
Francia usó siete de sus nuevas fragatas para sustituir a las fragatas  antiaéreas clase Cassard , las clase Georges Leygues (Tipo F70) y dos para reemplazar a las antisubmarinas clase Tourville (Tipo F67).
Italia construyó cuatro fragatas con configuración antisubmarina y seis de propósito general para sustituir a las ocho fragatas clase Maestrale y cuatro clase Lupo.
Las primeras ocho fragatas francesas fueron llamadas Aquitaine, Normandie, Provence, Bretagne, Auvergne, Languedoc, Alsace y Lorraine. Las primeras cuatro fragatas italianas serán llamadas Carlo Bergamini, Virginio Fasan, Carlo Margottini y Luigi Rizzo.

## Versiones

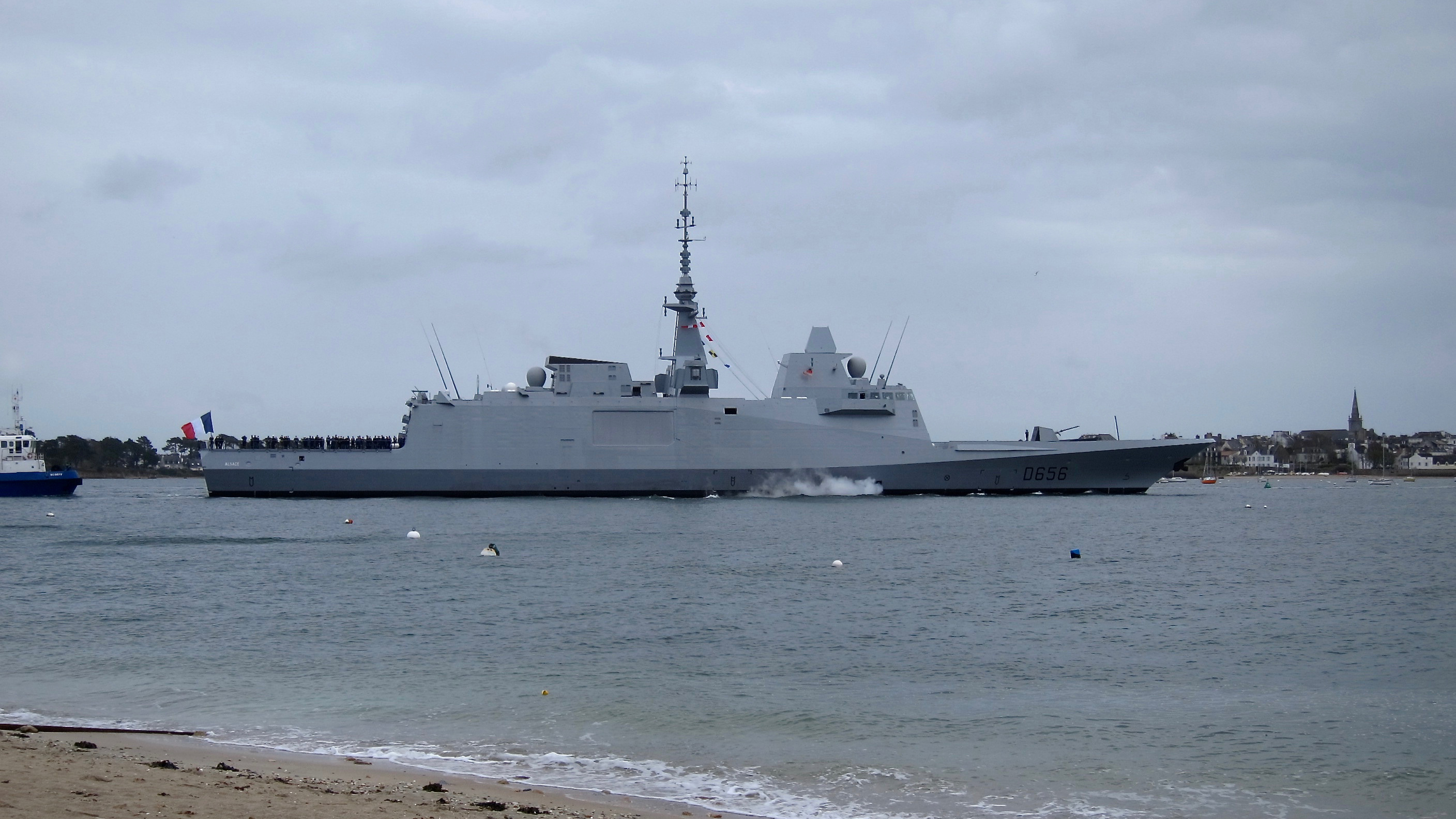
Imagen de la fragata francesa Alsace (D656) de la versión FREMM DA, año 2021.

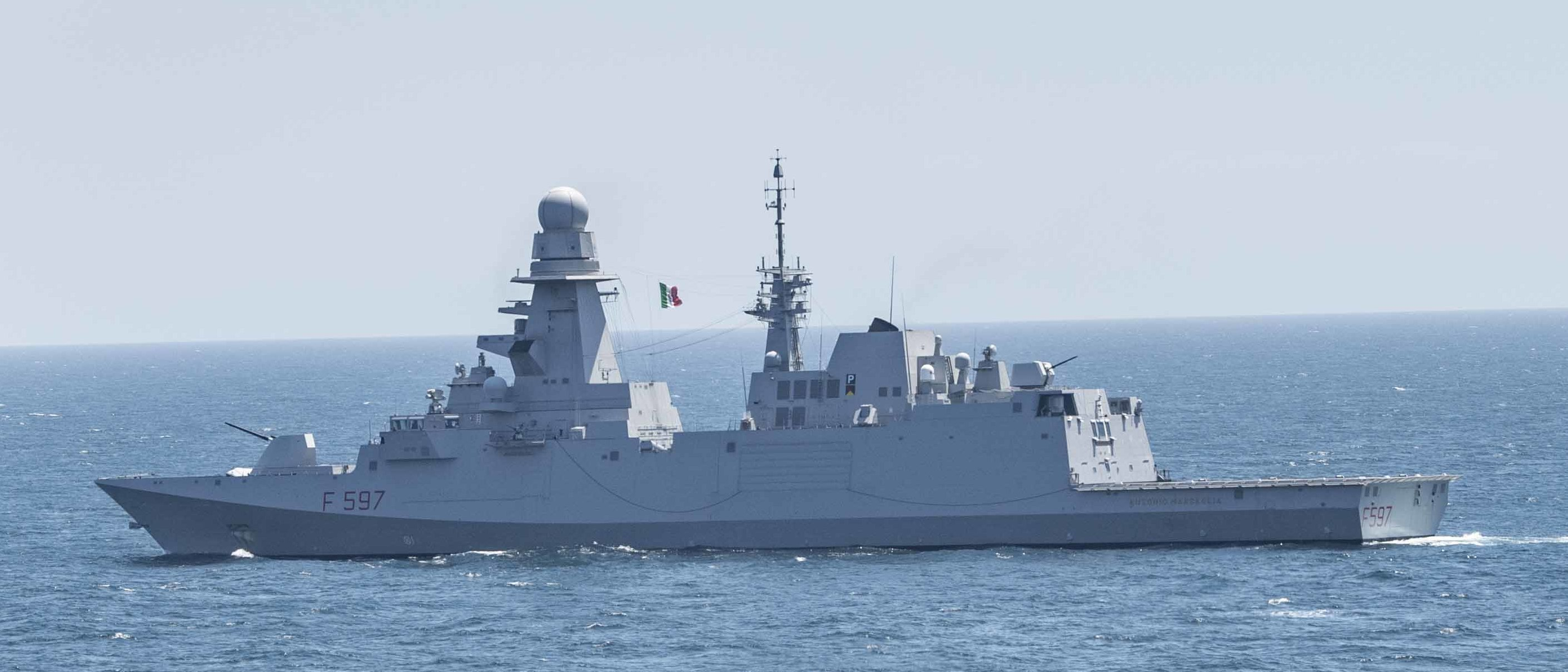
Imagen de la fragata italiana Antonio Marceglia (F597), año 2021.

Están planeadas tres versiones distintas: una antisubmarina, una de propósito general y otra antiaérea para Francia (llamada FREDA) que se encuentra en fase de estudio. Aunque el diseño básico será en esencia el mismo, el equipo y armamento diferirá entre los dos países. El armamento tampoco será el mismo dependiendo de cada versión:

### Armamento común
- Torpedos MU90 Impact
- Misiles antibuque MM-40 Exocet block 4(buques franceses)
- Misiles antibuque y de ataque a tierra Teseo\Otomat Mk-2, (buques italianos)
- MBDA Aster SAAM en lanzadores Sylver A-43 o A-70
- 1 Cañón Oto Melara 76/62 Super Rapid Multi Alimentación Davide/Strales con capacidades para la utilización de la munición guiada  DART (buques italianos)
- Dos cañones de pequeño calibre (30mm en las fragatas francesas y 25mm en las italianas)
- Un helicóptero polivalente NH90 (capacidad para el EH101 italiano)

### Versión antisubmarina
- Sonar de arrastre: Captas UMS 4249
- Otros torpedos
- Misil antisubmarino MILAS (solo en las fragatas antisubmarinas italianas)
- Ecosonda multi-banda (solo en las fragatas antisubmarinas italianas)

### Versión de ataque a tierra
La versión de ataque a tierra es denominada Propósito General.
- Cañón Otobreda 127/64 LW con munición guiada Vulcano con un alcance superior a los 85 km (solo en las fragatas italianas)
- Misil de crucero SCALP Naval con un alcance superior a los 250 km (solo en las fragatas francesas y griegas)

### Versión antiaérea
La versión antiaérea que está en fase de estudio por parte de Francia es denominada FREMM DA o FREDA ("Frégates de défense aériennes", "Fragata de defensa aérea") y se planea que sustituyan a las clase Cassard. La posibilidad de crear este nueva versión tomó fuerza después de la cancelación de la tercera y cuarta unidad de la clase Horizon.
Las fragatas FREDA portarían, además del armamento común, 24 misiles MICA VL y hasta 32 Aster 30 en un lanzador vertical. De manera alternativa podrían llevar 16 misiles Aster 30 y 16 SCALP Naval para misiones multirol.

## Exportación

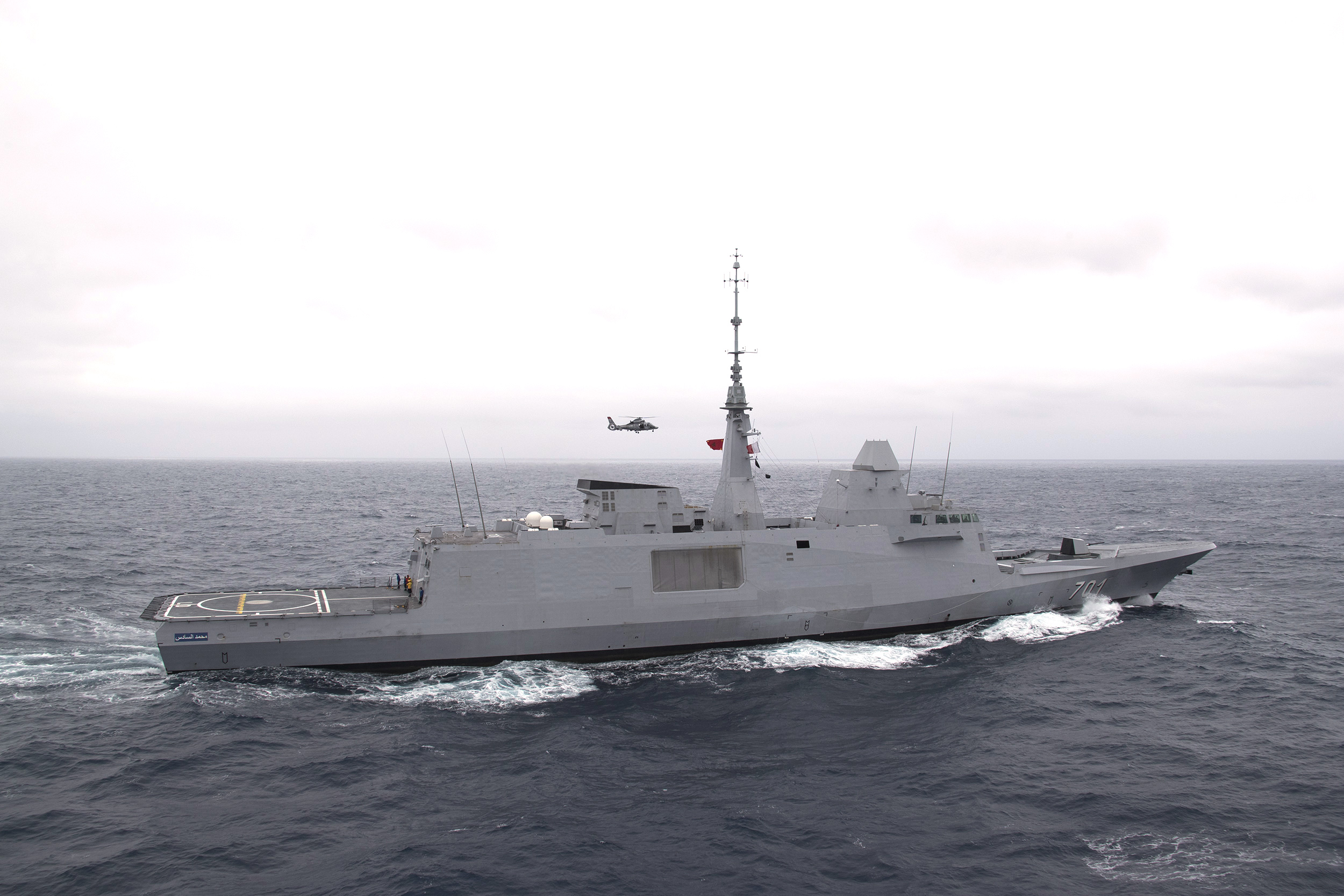
Fragata FREMM marroquí Mohammed VI, año 2018.

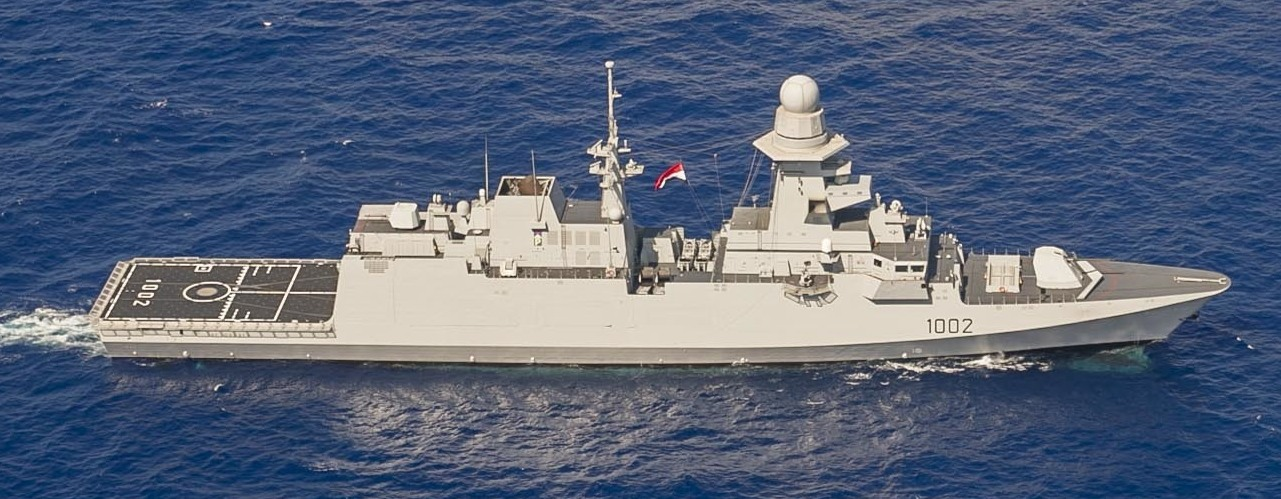
Fragata FREMM egipcia Al-Galala, año 2022.

El 24 de octubre de 2007 se anunció que la Marina Real Marroquí había ordenado una fragata FREMM a Francia. El barco será construido en Lorient por el astillero DCNS y reemplazará a la fragata clase Floreal que se encuentra actualmente en activo. El contrato fue oficialmente firmado el 18 de abril de 2008, empezando la construcción en verano de ese mismo año. Fue entregada el 25 de noviembre de 2013.
El 22 de enero de 2009 la Armada Griega anunció la compra de cuatro FREMM más una opción a dos más. La versión adoptada no se ha detallado todavía, aunque el ministro de defensa de Grecia ha señalado que los barcos irán equipados con el misil de crucero SCALP. Sin embargo, después de la crisis de deuda griega, todos estos planes quedaron en el aire, y se barajan distintas opciones, como son el alquiler por cinco años de los dos primeros buques franceses.
El 4 de septiembre el gobierno de Francia, habría ofertado al gobierno de Brasil 6 fragatas FREMM, lo que sería el equivalente al programa FX que lleva a cabo la Força Aérea Brasileira, en la Marinha do Brasil.
El 13 de febrero de 2015 se anunció la venta por parte de Francia a Egipto de la fragata clase FREMM Normandie (D651), cuya fecha de entrega prevista a la Marina de Francia era finales de 2014 y 24 cazas Rafale. La fragata fue renombrada  Tahya Misr (FFG 1001) y está previsto que se incorpore a la fuerza naval egipcia el 6 de agosto de 2015.

## Unidades
| Número          | Nombre                           | Astillero                              | Variante        | Rol                  | Puesto en grada       | Botado                   | Puesto en servicio       | Puerto          |
| Clase Aquitaine | Clase Aquitaine                  | Clase Aquitaine                        | Clase Aquitaine | Clase Aquitaine      | Clase Aquitaine       | Clase Aquitaine          | Clase Aquitaine          | Clase Aquitaine |
| Francia         | Francia                          | Francia                                | Francia         | Francia              | Francia               | Francia                  | Francia                  | Francia         |
| --------------- | -------------------------------- | -------------------------------------- | --------------- | -------------------- | --------------------- | ------------------------ | ------------------------ | --------------- |
| D650            | Aquitaine                        | DCNS, Lorient                          | FR‑ASW          | Guerra antisubmarina | 2007                  | 29 de abril de 2010      | 23 de noviembre de 2012  | Brest           |
| D651            | Normandie                        | DCNS, Lorient                          | FR‑ASW          | Guerra antisubmarina | 2014                  | 1 de febrero de 2018     | 3 de junio de 2020       | Brest           |
| D652            | Provence                         | DCNS, Lorient                          | FR‑ASW          | Guerra antisubmarina | 2010                  | 18 de septiembre de 2013 | 12 de junio de 2015      | Brest           |
| D653            | Languedoc                        | DCNS, Lorient                          | FR‑ASW          | Guerra antisubmarina | 2011                  | 12 de julio de 2014      | 16 de marzo de 2016      | Tolón           |
| D654            | Auvergne                         | DCNS, Lorient                          | FR‑ASW          | Guerra antisubmarina | 2012                  | 2 de septiembre de 2015  | 14 de febrero de 2018    | Tolón           |
| D655            | Bretagne                         | DCNS, Lorient                          | FR‑ASW          | Guerra antisubmarina | 2013                  | 16 de septiembre de 2016 | 20 de febrero de 2019    | Brest           |
| D656            | Alsace                           | DCNS, Lorient                          | FR‑AAW          | Guerra antiaérea     | 2016                  | 18 de abril de 2019      | 16 de abril de 2021      | Tolón           |
| D657            | Lorraine                         | DCNS, Lorient                          | FR‑AAW          | Guerra antiaérea     | 2019                  | 13 de noviembre de 2020  | 13 de noviembre de 2023  | Tolón           |
| Clase Bergamini |                                  |                                        |                 |                      |                       |                          |                          |                 |
| Italia          |                                  |                                        |                 |                      |                       |                          |                          |                 |
| F 590           | Carlo Bergamini                  | Fincantieri, Riva Trigoso and Muggiano | IT‑GP           | Propósito general    | 4 de febrero de 2008  | 16 de julio de 2011      | 29 de mayo de 2013       | La Spezia       |
| F 591           | Virginio Fasan                   | Fincantieri, Riva Trigoso and Muggiano | IT‑ASW          | Guerra antisubmarina | 12 de mayo de 2009    | 31 de marzo de 2012      | 19 de diciembre de 2013  | La Spezia       |
| F 592           | Carlo Margottini                 | Fincantieri, Riva Trigoso and Muggiano | IT‑ASW          | Guerra antisubmarina | 21 de abril de 2010   | 29 de junio de 2013      | 27 de febrero de 2014    | La Spezia       |
| F 593           | Carabiniere                      | Fincantieri, Riva Trigoso and Muggiano | IT‑ASW          | Guerra antisubmarina | 6 de abril de 2011    | 29 de marzo de 2014      | 28 de abril de 2015      | Tarento         |
| F 594           | Alpino                           | Fincantieri, Riva Trigoso and Muggiano | IT‑ASW          | Guerra antisubmarina | 23 de febrero de 2012 | 13 de diciembre de 2014  | 30 de septiembre de 2016 | Tarento         |
| F 595           | Luigi Rizzo                      | Fincantieri, Riva Trigoso and Muggiano | IT‑GP           | Propósito general    | 5 de marzo de 2013    | 19 de diciembre de 2015  | 20 de abril de 2017      | La Spezia       |
| F 596           | Federico Martinengo              | Fincantieri, Riva Trigoso and Muggiano | IT‑GP           | Propósito general    | 5 de junio de 2014    | 4 de marzo de 2017       | 24 de abril de 2018      | Tarento         |
| F 597           | Antonio Marceglia                | Fincantieri, Riva Trigoso and Muggiano | IT‑GP           | Propósito general    | 12 de julio de 2015   | 3 de febrero de 2018     | 16 de abril de 2019      | Tarento         |
| F 598           | Spartaco Schergat                | Fincantieri, Riva Trigoso and Muggiano | IT‑GP           | Propósito general    | 25 de febrero de 2021 | 24 de noviembre de 2023  | febrero de 2025          | La Spezia       |
| F 599           | Emilio Bianchi                   | Fincantieri, Riva Trigoso and Muggiano | IT‑GP           | Propósito general    | 12 de octubre de 2021 | 2024                     | agosto de 2025           | Tarento         |
| F               |                                  | Fincantieri, Riva Trigoso and Muggiano | IT‑GP           | Propósito general    | 2025                  |                          |                          | [ 38 ]          |
| F               |                                  | Fincantieri, Riva Trigoso and Muggiano | IT‑GP           | Propósito general    | 2026                  |                          |                          | [ 38 ]          |
| Marruecos       |                                  |                                        |                 |                      |                       |                          |                          |                 |
| 701             | Mohammed VI                      | DCNS, Lorient                          | FR‑ASW          | Guerra antisubmarina | 2008                  | 14 de septiembre de 2011 | 30 de enero de 2014      | Alcazarseguir   |
| Egipto          |                                  |                                        |                 |                      |                       |                          |                          |                 |
| FFG-1001        | Tahya Misr (ex-Normandie)        | DCNS, Lorient                          | FR‑ASW          | Guerra antisubmarina | 2009                  | 18 de octubre de 2012    | 17 de marzo de 2016      | Alejandría      |
| FFG-1002        | Al-Galala (Ex-Spartaco Schergat) | Fincateri                              | IT‑GP           | Propósito general    | Febrero de 2017       | 26 de enero de 2019      | enero de 2021            | Alejandría      |
| FFG-1003        | Bernees (Ex-Emilio Bianchi)      | Fincateri                              | IT‑GP           | Propósito general    | Enero de 2018         | Marzo de 2020            | Abril de 2021            | Alejandría      |